# Landgericht Plauen
Das Landgericht Plauen war 1879 bis 1951 ein Gericht der ordentlichen Gerichtsbarkeit in Sachsen mit Sitz in Plauen.

## Geschichte
Mit den Reichsjustizgesetzen wurden 1879 die bestehenden Gerichte aufgehoben und neue Amtsgerichte und Landgerichte eingerichtet. Aufgelöst wurden das Appellationsgericht Zwickau und die nachgelagerten Bezirksgerichte, darunter das Bezirksgericht Plauen. Mit der "Verordnung, die mit dem 1. Oktober 1879 in Wirksamkeit tretenden Gerichte betreffend" vom 28. Juli 1879 wurde das Landgericht Plauen als eines von sieben Landgerichten im Bezirk des Oberlandesgerichtes Dresden eingerichtet. Der Landgerichtsbezirk umfasste folgende zwölf Amtsgerichte: Amtsgericht Adorf (in Adorf), Amtsgericht Auerbach (in Auerbach), Amtsgericht Elsterberg (in Elsterberg), Amtsgericht Falkenstein (in Falkenstein), Amtsgericht Klingenthal (in Klingenthal), Amtsgericht Lengenfeld (in Lengenfeld), Amtsgericht Markneukirchen (in Markneukirchen), Amtsgericht Oelsnitz (in Oelsnitz), Amtsgericht Pausa (in Pausa), Amtsgericht Plauen (in Plauen), Amtsgericht Reichenbach (in Reichenbach) und das Amtsgericht Treuen (in Treuen). Der Sprengel veränderte sich bis zur Auflösung des Landgerichts nur einmal: Am 10. April 1946 wurde das Amtsgericht Elsterberg aufgehoben und das Amtsgericht Plauen übernahm dessen Aufgaben. Im Laufe des Krieges waren jedoch einige Amtsgerichte aufgehoben oder in Zweigstellen umgewandelt worden. Damit bestanden im Gerichtsbezirk zum 1. Juli 1947 folgende Amtsgerichte: Adorf (Z), Auerbach (Vogtl.), Falkenstein, Klingenthal (Z), Lengenfeld (Vogtl.) (G), Markneukirchen (G), Oelsnitz, Pausa (G), Plauen, Reichenbach (Vogtl.) und Treuen (G). (Z = Zweigstelle, G = auf Gerichtstage begrenzt).
Mit der Verordnung zur Änderung von Gerichtsbezirken im Lande Sachsen vom 5. Mai 1951, die am 1. Juni 1951 in Kraft trat, wurde das Landgericht Plauen aufgelöst.

## Organisation
Der Sprengel der Gerichtes entsprach den Amtshauptmannschaften Plauen, Oelsnitz und Auerbach mit einer Fläche von 1.426,13 km². 1888 gab es dort 218.146 Einwohner. Das Landgericht hatte eine Kammer für Handelssachen. Am Gericht waren ein Präsident, zwei Direktoren und sieben Richter beschäftigt.

## Richter
- Georg Freiesleben (1839–1919), Präsident von 1879 bis 1881
- Alwin Hartmann (1840–1921), Präsident von 1894 bis 1910
- Paul Wilsdorf (1856–1928), Landgerichtsrat bis 1893